# 大明宫 (纪录片)
《大明宫》为2009年上映的一部剧情纪录片，由金铁木执导。全片分为6集，通过讲述唐朝权力中枢大明宫的命运，展现了大唐帝国曾经经历的辉煌与荣耀。本片使用大量的特效来复原当时大明宫的面貌。该片于2009年9月3日在北京人民大会堂举行了全国首映式，9月9日在美国纽约联合国总部举行了国际首映式。